# Каныкаево
Каныкаево (баш. Ҡаныҡай) — село в Бижбулякском районе Республики Башкортостан Российской Федерации. Входит в состав Биккуловского сельсовета.

## География

### Географическое положение
Находится на левом берегу реки Дёмы.
Расстояние до:
- районного центра (Бижбуляк): 36 км,
- центра сельсовета (Биккулово): 2 км,
- ближайшей ж/д станции (Приютово): 77 км.

## Население
| 2002 | 2009 | 2010 |
| ---- | ---- | ---- |
| 427  | ↘416 | ↘360 |

Согласно переписи 2002 года, преобладающая национальность — башкиры (93 %).
Каныкаево – поселение вотчинников Кульили-Минской волости. Первопоселенцем был сотник волости Каныкай Аднагулов, который с одновотчинниками участвовал в продаже части земли заводчику М.С. Мясоедову по купчей от 31 мая 1756 г. Его сыновья: Турсунбай (1783г.); Ильчибай(1794); Алсынбай(1808). По архивным данным, деревня Каныкаево основана в 1783 году (История Башкирской АССР, том V, дело № 150 от 22 февраля 1783 г.).
В 1816 году 10 семей (в 31 дворе) было приписано сюда из 9 кантона, находившегося в Оренбургском уезде. Вот их имена: Байгазы, Адильгарей, Кумрат, Исянаман, Ямангильды Турсунбаевы, Акбулат, Байслан, Султанбек Алтыбаевы, Алчибай Кутлугузин, Саликай Алчинбаев с сыновьями.
В 1795 г. деревня состояла из 14 дворов со 106 жителями. В 1816 г. в деревне проживало 220, в 1834 г. – 324, в 1859 г. – 420, в 1870 г. – 430, в 1917 г. – 966, в 1920 г. – 837 башкир. В 1834 г. на 324 человека засевалось 8 пудов озимого и 665 пудов ярового хлеба. В 1917 г. 166 домохозяев имело 1260 десятин посева, в том числе 44 из них – до четырех десятин, 52 – до 10; 27 – до 15; 22 – свыше 15. Не занималось земледелием 20 хозяйств.
По данным переписи населения 1926 года, Каныкаевский сельсовет входил в Зильдяровскую волость. В деревне Каныкаево имелось 92 двора с численностью населения 451 человек, из них – 215 мужчин, 236 женщин.
По данным переписи населения 1939 года деревня относилась к Биккуловскому сельскому Совету. На территории данного сельского Совета проживало 2049 человек: 973 мужчины, 1076 женщин.
Название населенного пункта упоминается в знаменитом башкирском эпосе «Идукай и Мурадым». В то время наши предки занимались кочевым скотоводством, йэйлэу у них была на берегах рек Салима и Якшибика, с переходом на оседлый образ жизни, предки каныкаевцев обосновались на правом берегу реки Дема.
История деревни овеяна легендами. Одна из них гласит: «В далекие времена, во время правления императрицы Екатерины II, отличался в сражениях башкирский батыр по имени Каныкай. Он был не только силен, но и отличался честностью и прямолинейностью. Решила царица вознаградить своего слугу деньгами, но он предпочел волю и отправился в родные края. С огромной радостью встретили его родные и односельчане, усадили на самое почетное место, угощали да распрашивали в каких сражениях участвовал. Честно все рассказал Каныкай своим односельчанам, но не понравился его рассказ им и решили они, что нет места ему среди них, потому что «за землю, леса, Урал поднялся башкирский народ, а он пошел против них » …
Так оказался Каныкай один. Он долго бродил в одиночестве вдоль реки Демы, не мог найти себе пристанище. И вот как-то ночью, чуть выше равнины появился свет, и ниоткуда появилась поющая девушка необычайной красоты. Услышав мелодию, конь батыра заржал так, что эхо его раздалось на всю округу. Красавица заметила Каныкая, спустилась к нему и поклонилась. Оказалось, что она тоже была изгнана из родной земли, поэтому пряталась от своих врагов. Решил батыр защитить девушку и подарить ей счастье, но вскоре погиб в битве. Так и осталась она на берегах Демы, родив сыновей – Каныкая, Сафара, Каскына и Исламгула. Таубике (так звали девушку) помогали вырастить сыновей природа и ее животный мир. Выросли сыновья, да и решили обосноваться в этих красивых местах. Так образовались деревни Каныкаево, Сафарово, Качкиново, Исламгулово. (Башкирское народное творчество. Легенды и предания. Том II. Уфа. Башкортостан. 1998 г., 147 стр.)
Есть и другая версия, записанная со слов старожила д. Каныкаево Фатимы-эби Мухаметовой. Еще в давние времена облюбовал эти места человек по имени Ильмырза со своими сыновьями, имена которых носят названия нынешних сел Азнаево, Биккулово, Качкиново, Янаби, Сафарово и самого младшего сына Каныкаево. Вначале он обосновался на правом берегу Демы. Но местность была холмистой, пастбищ для скота имелось мало, да и урожай хлеба совсем не радовал. За водой жители деревни ходили далеко на родник «Кылы» – он несет свои воды в реку Дему. В деревне имелось две большие улицы, фундамент некоторых домов сохранился до сих пор.
Левый берег Демы манил своей плодородной почвой и вольготными пастбищами, поэтому было принято решение перебраться туда, хоть и не всем это было по душе. В 1923 году, во время большого половодья каныкаевцы начали переселение, обосновались на незатопленных водой землях. Хоть и переселение было продолжительным, к 1936 году все село перебралось на левый берег. В Красном Каныкаеве организовали коллективное хозяйство, а затем колхоз «Красная Башкирия», который в 1950 году присоединился к к-зу «Юлай» (Биккулово). В 1960 году объединились с колхозом «Марс».
А уже в 1990 году колхоз отделился от к-за «Марс» и стал самостоятельным колхозом – им. Салавата Юлаева. Основными направлениями хозяйственной деятельности являлись растениеводство и животноводство. Хозяйство входило в число передовых сельхозпредприятий района. В настоящее время в деревне имеются фермерские хозяйства, есть предприниматели.